# Кей Стаммерс
Кей Стаммерс (англ. Kay Stammers; 3 квітня 1914 — 23 грудня 2005) — колишня британська тенісистка.
Найвищу одиночну позицію світового рейтингу — 2 місце досягла 1939 року.
Перемагала на турнірах Великого шолома в парному розряді.

## Фінали турнірів Великого шлему

### Одиночний розряд: (1 поразка)
| Результат | Рік  | Турнір               | Покриття | Суперниця  | Рахунок  |
| --------- | ---- | -------------------- | -------- | ---------- | -------- |
| Поразка   | 1939 | Вімблдонський турнір | Трава    | Еліс Марбл | 2–6, 0–6 |

### Жінки, парний розряд: (3–1)
| Результат | Рік  | Турнір               | Покриття | Партнерка         | Суперниці                               | Рахунок  |
| --------- | ---- | -------------------- | -------- | ----------------- | --------------------------------------- | -------- |
| Перемога  | 1935 | Чемпіонат Франції    | Ґрунт    | Марґарет Скрайвен | Іда Адамофф Гільде Кравінкель-Сперлінг  | 6–4, 6–0 |
| Перемога  | 1935 | Вімблдонський турнір | Трава    | Фреда Джеймс      | Сімонн Матьє Гільде Кравінкель-Сперлінг | 6–1, 6–4 |
| Перемога  | 1936 | Вімблдонський турнір | Трава    | Фреда Джеймс      | Гелен Джейкобс Сара Палфрі-Кук          | 6–2, 6–1 |
| Поразка   | 1939 | Чемпіонат США        | Трава    | Фреда Гаммерслі   | Сара Палфрі-Фаб'ян Еліс Марбл           | 5–7, 6–8 |

### Мікст: (1 поразка)
| Результат | Рік  | Турнір        | Покриття | Партнер        | Суперник і суперниця        | Рахунок       |
| --------- | ---- | ------------- | -------- | -------------- | --------------------------- | ------------- |
| Поразка   | 1935 | Чемпіонат США | Трава    | Родеріх Мензел | Сара Палфрі-Кук Енріке Маєр | 4–6, 6–4, 3–6 |

## Часова шкала турнірів Великого шлему в одиночному розряді
| W | Ф | ПФ | ЧФ | #Р | КТ | К# | DNQ | A | NH |

| Турнір               | 1931  | 1932  | 1933  | 1934  | 1935  | 1936  | 1937  | 1938  | 1939  | 1940  | 1941 – 1944 | 1945  | 19461 | 19471 | Career SR |
| -------------------- | ----- | ----- | ----- | ----- | ----- | ----- | ----- | ----- | ----- | ----- | ----------- | ----- | ----- | ----- | --------- |
| Чемпіонат Австралії  |       |       |       |       |       |       |       |       |       |       | NH          | NH    |       |       | 0 / 0     |
| Чемпіонат Франції    |       |       | 3р    | ЧФ    | 1р    |       |       |       |       | NH    | R           |       |       |       | 0 / 3     |
| Вімблдонський турнір | 2р    | 2р    | 2р    | 3р    | ЧФ    | ЧФ    | 2р    | ЧФ    | Ф     | NH    | NH          | NH    | ЧФ    | ЧФ    | 0 / 11    |
| Чемпіонат США        |       |       |       | ЧФ    | ПФ    | ПФ    | ЧФ    | ЧФ    | ПФ    |       |             |       | 3р    |       | 0 / 7     |
| SR                   | 0 / 1 | 0 / 1 | 0 / 2 | 0 / 3 | 0 / 3 | 0 / 2 | 0 / 2 | 0 / 2 | 0 / 2 | 0 / 0 | 0 / 0       | 0 / 0 | 0 / 2 | 0 / 1 | 0 / 21    |

R = турнір обмежувався внутрішнім чемпіонатом Франції й відбувався під німецькою окупацією.
1У 1946 і 1947 роках чемпіонати Франції відбувалися після Вімблдону.